# Epelis truncataria
Epelis truncataria là một loài bướm đêm trong họ Geometridae.